# Palpimanoïdeus
Els palpimanoïdeus (Palpimanoidea) són una superfamília d'aranyes araneomorfes, amb tres famílies d'aranyes de vuit ulls:
- Huttònids (Huttoniidae)
- Palpimànids (Palpimanidae)
- Estenoquílids (Stenochilidae)

Els palpimànids, junt amb les set famílies dels Dionycha són les úniques aranyes no cribel·lades.